# Kraina lodu (ścieżka dźwiękowa)

Logo anglojęzycznej wersji filmu.

Kraina lodu – album ze ścieżką dźwiękową z disnejowskiego filmu animowanego Kraina lodu (Frozen), wydany w Polsce 29 listopada 2013 przez Universal Music Polska. Uzyskał status diamentowej płyty. Szczególnie popularnym utworem okazała się piosenka „Mam tę moc” śpiewana przez Katarzynę Łaskę, polska wersja oscarowej piosenki „Let It Go”.

## Lista utworów
1. Serca lód – Krzysztof Pietrzak, Grzegorz Wilk, Daniel Wojsa, Łukasz Talik
2. Ulepimy dziś bałwana? – Magdalena Wasylik, Malwina Jachowicz, Julia Siechowicz
3. Pierwszy raz jak sięga pamięć – Magdalena Wasylik, Katarzyna Łaska
4. Miłość stanęła w drzwiach – Magdalena Wasylik, Marcin Jajkiewicz
5. Mam tę moc – Katarzyna Łaska, tekst - Michał Wojnarowski
6. Człowiek zwierzęciu jest wilkiem – Paweł Ciołkosz
7. Lód w lecie – Czesław Mozil
8. Pierwszy raz jak sięga pamięć (Repryza) – Magdalena Wasylik, Katarzyna Łaska
9. Nietentego – Olga Szomańska, Anna Sochacka, Anna Frankowska-Mrugacz, Agnieszka Tomicka, Krzysztof Pietrzak, Grzegorz Wilk, Adam Krylik, Łukasz Talik, Jarosław Boberek, Iwo Tomicki, Lena Mikulska, Wojciech Paszkowski
10. Let It Go (Demi Lovato Version)
11. Libre soy (Martina Stoessel Version)
12. Vuelie
13. Elsa i Anna
14. Trole
15. Koronacja
16. Heimr Arnadalr
17. Zimowy walc
18. Czary
19. Tropem królowej
20. Dalej, wyżej
21. Wilki
22. Lodowy wierch
23. Byłyśmy tak blisko
24. Puszek atakuje
25. Bez słów, bez snów
26. Tylko prawdziwa miłość
27. Oblężenie szczytu
28. Powrót do Arendelle
29. Zdrada
30. Topnieję dla Ciebie
31. Biała pustka
32. Wielka odwilż
33. Epilog